# Weiselberg
Der Weiselberg ist ein 569,5 m ü. NHN hoher Berg des Nordpfälzer Berglands bei Oberkirchen im saarländischen Landkreis St. Wendel.
Der Weiselberg ist besonders in seinen Hochlagen durchgängig bewaldet und ein Standort für seltene Pflanzenarten. Er wurde 1950 unter Naturschutz gestellt.

## Geographie

### Lage
Der Weiselberg erhebt sich im Südostteil des Naturparks Saar-Hunsrück direkt westlich des vom nordnordwestlich des Berges entspringenden Blies-Zufluss Oster durchflossenen Oberkirchen, einem Ortsteil der Gemeinde Freisen. Westnordwestlich entspringt der Leichweilerbach, der linke Quellbach des Betzelbachs. Südlich liegt der Weiseler Born, Quelle des Oster-Zuflusses Wilmesbach. Der Nordausläufer des Weiselbergs ist der etwa 520 m hohe Mittelberg, dessen Landschaft nach Nordosten zum Hochrech überleitet.

### Naturräumliche Zuordnung
Der Weiselberg liegt in der naturräumlichen Haupteinheitengruppe Saar-Nahe-Bergland (Nr. 19) auf der Grenze der Haupteinheiten Nordpfälzer Bergland (Glan-Alsenz-Berg- und Hügelland; 193) mit der Untereinheit Kuseler Bergland (193.3) im Osten und Prims-Nahe-Bergland (Oberes Nahebergland; 194) mit der Untereinheit Hirsteiner Bergland (194.2) im Westen.

## Geologie
Der Weiselberg gehört geologisch gesehen zum Nordpfälzer Bergland. Seine Bergkuppe besteht aus etwa 280 Millionen Jahre altem vulkanischem Gestein (Vulkanit) des Perm (Rotliegend).
Ein Vulkanit entsteht, wenn Magma in der Erdkruste aufsteigt und bis an die Erdoberfläche kommt. Durch Verwitterung wird das weiche umliegende Gestein abgetragen und das harte Vulkangestein bleibt zurück.
Der Berg weist ein für ihn typisches Gestein auf, welches nach ihm benannt worden ist: den Weiselbergit (Typlokalität), der 1887 erstmals von Karl Heinrich Rosenbusch beschrieben wurde. Es ist ein tiefschwarzes und leicht bläuliches, magmatisches Gestein mit punktuellen Feldspatanteilen, die an den Sternenhimmel erinnern. Nach Tröger handelt es sich um einen dazitischen Vulkanit mit etwa 66 % Glasanteil. Im Gestein sind Achate eingelagert. Bereits zur Römerzeit wurde an der Bergoberfläche nach Achaten gegraben. Ab dem 15. Jahrhundert, während einer Achatboomzeit, wurden das grünliche Gestein in Stollen abgebaut.
Der Weiselberg ist ein magmatischer Härtling. Seine auffallendste Formation ist der Steinerne Schrank, eine breite Felswand, die an einen großen Schrank erinnert.
Am Südhang des Weiselbergs liegt ein aus Basaltgestein bestehendes Blockfeld, das Steinerne Meer. Ursprünglich drückte aus dem Erdinnern Magma empor. Es erstarrte allmählich noch unterhalb der Erdoberfläche zu meist fünfeckigen Säulenformationen, was typisch für langsam erkaltenden Basaltgestein ist. Ihre Form wurde während der Abkühlung durch Schrumpfung der Magma verursacht, ähnlich wie Trockenrisse in austrocknendem Schlamm einer Pfütze. Über Jahrmillionen hinweg wurde das umgebende weichere Sedimentgestein durch Erosion abgetragen. Das heute sichtbare Blockfeld entstand im Eiszeitalter vor rund 10.000 Jahren durch Solifluktion der verwitterten Gesteinssäulen.
Eigene Kartierungen von 1982 zeigten, dass die Gesteinssäulen im Bereich der Bergkuppe eine sogenannte Meilerstellung aufweisen. Dies entsteht meist dadurch, dass ein Lavasee im Krater eines Vulkanes relativ schnell erstarrt. Der hohe Glasanteil im Gestein weist ebenfalls auf eine sehr oberflächennahe und schnelle Abkühlung des ursprünglichen Magmas hin. Die Säulen bildeten sich dann senkrecht zu den Kraterwänden.

## Schutzgebiete
Auf dem Großteil des Weiselbergs liegen das Naturschutzgebiet Weisselberg (CDDA-Nr. 82884; 1950 ausgewiesen; 74,2 ha groß), das Fauna-Flora-Habitat-Gebiet Weisselberg (FFH-Nr. 6409-305; 78 ha) und das Vogelschutzgebiet Weisselberg (VSG-Nr. 6409-305; 78 ha). Auf dem Berg befinden sich Teile des Landschaftsschutzgebiets im Landkreis St. Wendel – in der Gemeinde Freisen (CDDA-Nr. 390232; 1976; 11,4797 km²).

## Geschichte

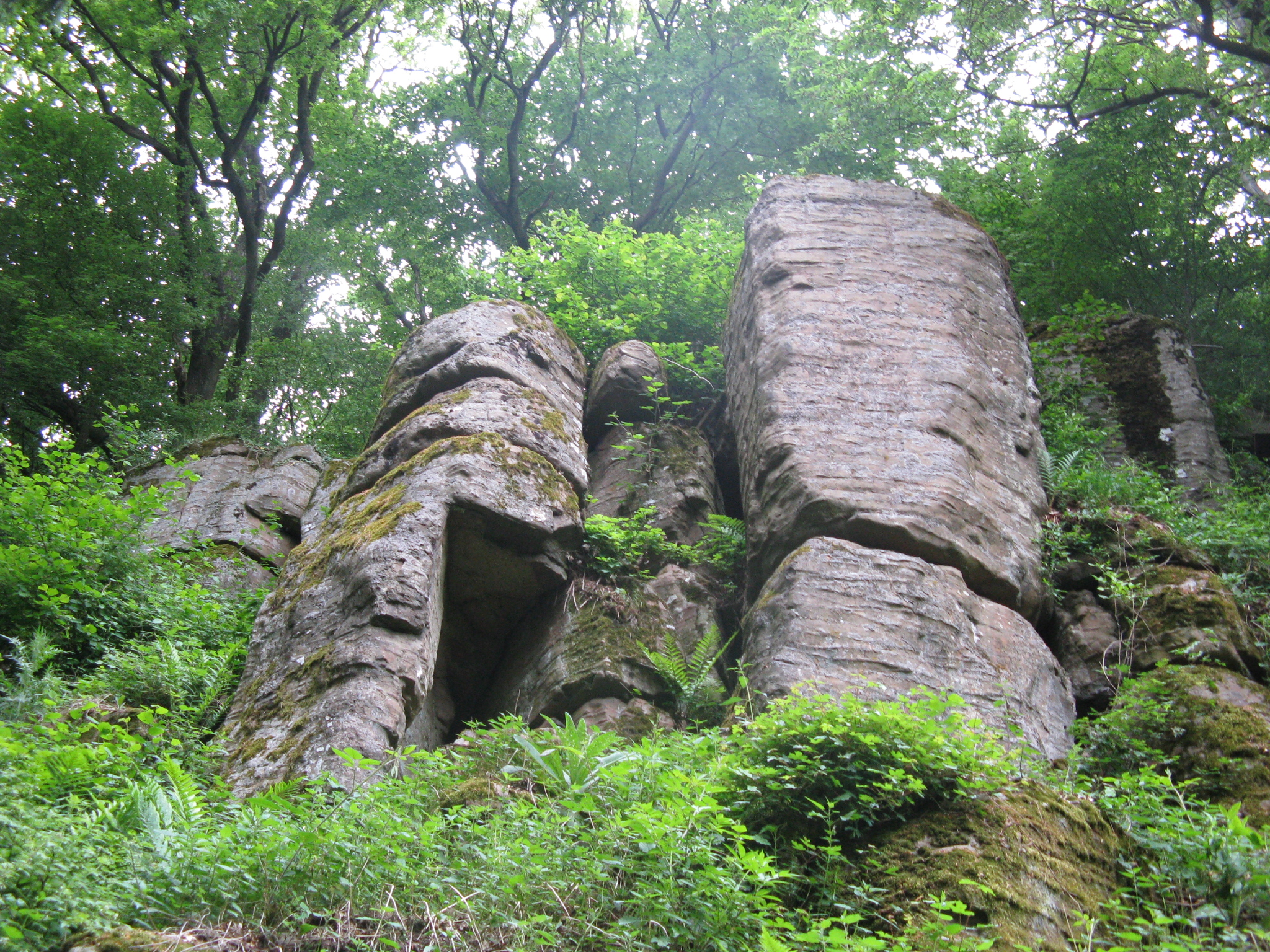
Steinerner Schrank

Auf dem Gipfel des Berges befinden sich Reste einer keltischen Wallanlage.
Vielerorts am Berg sind Schürfstellen zu finden, hier wurde über Jahrhunderte nach Edelsteinen gesucht, besonders begehrt waren Achate. Sie waren schon unter den Römern bekannt; systematisch abgebaut wurden sie vom 15. Jahrhundert bis 1950. Im mineralogischen Museum in Oberkirchen sind einige Fundstücke ausgestellt.
Für den pechschwarzen harten Weiselbergit interessierte man sich seit den 1930er-Jahren.
Die Ausweisung des Weiselbergs als Naturschutzgebiet stoppte den Abbau 1950. Auch der Wald am Weiselberg wird seither nicht mehr forstwirtschaftlich genutzt. Nach Wiederaufforstung der Abbaugebiete mit schnellwüchsigen Fichten, Douglasien und Lärchen wurde der Wald sich selbst überlassen.

## Sagen und Legenden
11 Sagen und Legenden ranken sich rund um ein Schloss auf dem Weiselberg mit einem gerechten König, der heimtückisch von finsteren Gesellen, die auf einer Burg am Südhang lebten, in seinem Bett ermordet wurde.
Mit dem Königskeller könnte gemäß der Dokumentationstafeln der Gemeinde Freisen ein Achatstollen gemeint sein. Bebauung am Weiselberg ist nicht nachweisbar; vielmehr ist das Steinerne Meer eine natürliche geologische Formation. Spukgeschichten vom fürigen Jäger und irren Licht erklären sich mutmaßlich aus der Abgeschiedenheit der Region im Mittelalter.

## Infrastruktur

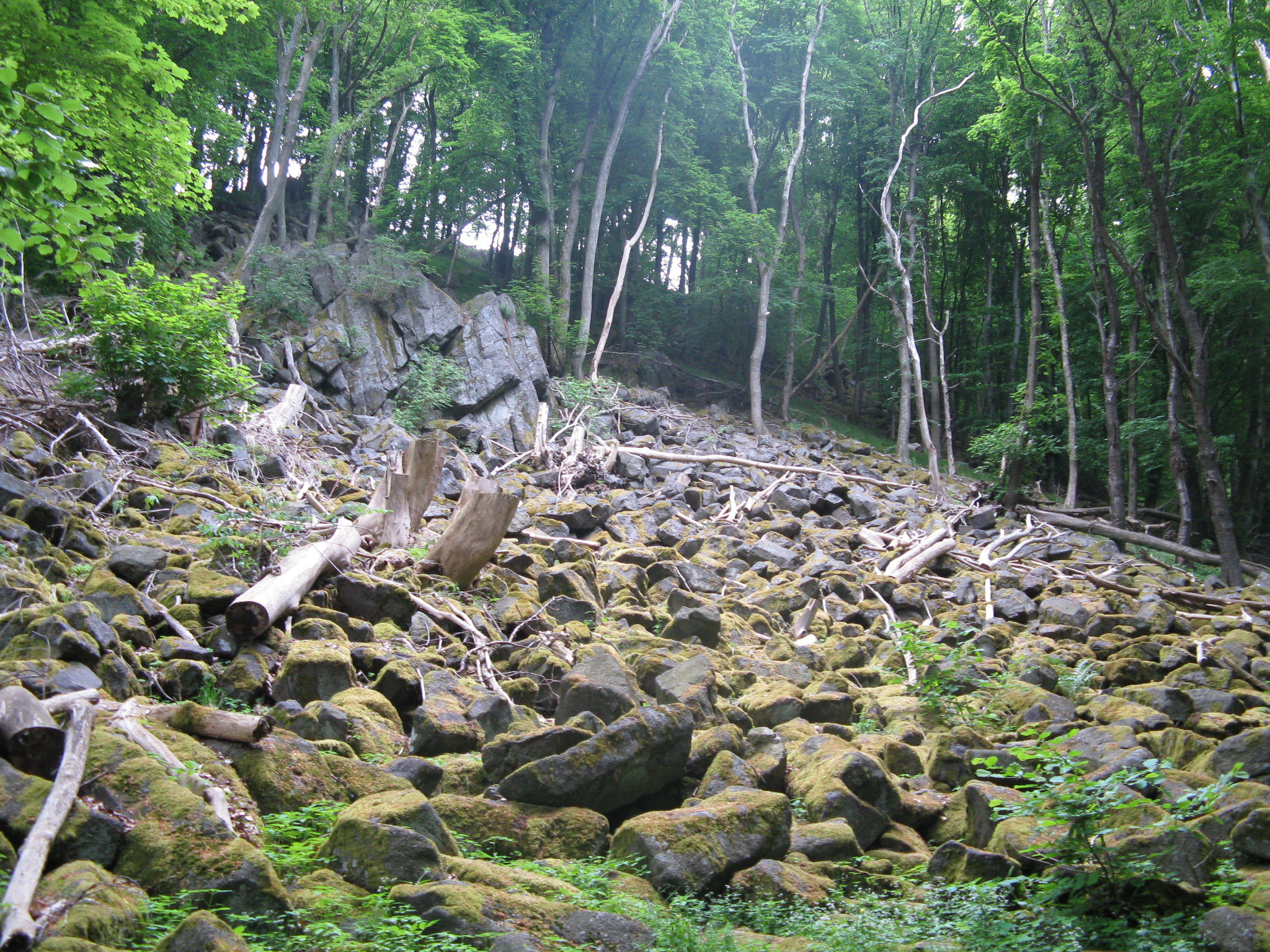
Steinernes Meer

Mehrere Wanderwege verlaufen über und rund um den Weiselberg. Ein Rundweg von 4 km ist als geologischer Lehrpfad angelegt. Ein Zugang vom Bosenborn führt zum Steinernen Schrank.
Auf 14,9 km (in erweiterter Variante auf 17,6 km) angelegt ist die Weiselberg-Gipfeltour, die auch Oberkirchen mit seinem ehemaligen Westrichbahn-Viadukt (1934–1936) einbindet; diese Strecke wiederum ist Teil des 24 km langen Fritz-Wunderlich-Rad- und Wanderwegs.